# Slag bij Helgoland (1914)
De Slag bij Helgoland ging tussen Groot-Brittannië en Duitse Keizerrijk en was op 28 augustus 1914 de eerste zeeslag van de Eerste Wereldoorlog.

## Duikboten bespiedden de Duitsers
Britse duikboten hadden aan hun opperbevelhebber, commodore Robert Keyes, verslag uitgebracht, dat in de bocht van Helgoland 9 Duitse torpedoboten en 5 kleine kruisers patrouilleerden in twee ploegen bij dag en bij nacht. Meer kleine kruisers en ook slagkruisers lagen in de Eems, in Brunsbüttel of in de Jade, maar de slagkruisers konden daar alleen bij hoog water uitvaren. Op Helgoland stond zwaar geschut om de schepen te beschermen.

## De plannen van de Engelse admiraal
Commodore Keyes legde het volgende plan voor aan Winston Churchill. Duikboten en schepen van het Harwich-eskader onder Reginald Tyrwhitt moesten de Duitsers weglokken van de kust. Zware slagschepen zouden de Duitsers dan de pas afsnijden en vernietigen. De Grand Fleet zou op afstand klaarliggen om zo nodig in te grijpen. Churchill keurde het plan goed, maar admiraal Frederick Sturdee vond de ondersteuning door de Grand Fleet onnodig en voorzag in plaats daarvan acht oudere kruisers. De uitvoering was voor 28 augustus voorzien.
Keyes en Tyrwhitt voeren op 26 augustus uit. Keyes voer met 8 duikboten en Tyrwhitt aan boord van de nieuwe lichte kruiser HMS Arethusa als vlaggenschip en met verder de lichte kruiser HMS Fearless en 31 destroyers. Pas toen bracht de admiraliteit John R. Jellicoe, de bevelhebber van de Grand Fleet, op de hoogte van het plan. Jellicoe vond dat de Grand Fleet nodig was, omdat de operatie te dicht bij de Duitse basis ging gebeuren. Sturdee vond dat overbodig, maar vond het wel goed als Jellicoe nog wat meer slagkruisers zou sturen. Jellicoe gaf bevel aan David Beatty om met zijn eskader slagkruisers uit te varen en aan William Goodenough om met zijn lichte kruisers uit te varen. Jellicoe meldde dit aan de admiraliteit, maar die gaf het bericht niet door aan Tyrwhitt of Keyes.
De Duitse geheime dienst had weet gekregen van de actie van het Harwich eskader. Daarom werd de alarmbel geluid op de Duitse slagkruisers die in de Jade voor anker lagen

## De eerste torpedo
Bij het krieken van de dag op 28 augustus doken de Britse duikboten 40 zeemijl ten westen van Helgoland op. In de ochtendnevel bedroeg het zicht hooguit 1 kilometer. Om 5u26 zag de Britse duikboot E26 de Duitse torpedoboot G194 en vuurde een torpedo af, maar die miste. De torpedoboot probeerde daarop de duikboot te rammen, maar dat mislukte. De torpedoboot sloeg wel alarm en de torpedoboten voeren vanuit Helgoland uit om op de duikboot te jagen. Een uur later stootte G194 op 4 Britse destroyers en vluchtte naar het zuidwesten. Admiraal Franz von Hipper stuurde de twee lichte kruisers SMS Frauenlob en SMS Stettin uit om de destroyers een les te leren. In Wilhelmshaven was de lucht helder en hij veronderstelde, dat dit bij Helgoland ook zo was en dat de kruisers het dus wel op tijd zouden zien, als er zwaardere schepen in de buurt waren. In de vroege namiddag stootten de torpedoboten op de Britse destroyers met HMS Arethusa. De torpedoboten S13 en V1 werden zwaar beschadigd door artillerievuur en de torpedoboten vluchtten ijlings terug naar Helgoland. Het was inmiddels laag water, zodat de Duitse slagkruisers niet konden uitvaren. De Duitse kustbatterijen op Helgoland konden vanwege de mist geen dekking bieden. HMS Fearless voer evenwijdig aan de destroyers, maar schoot niet. De Britten stootten kort voor 8u00 op de lichte kruisers SMS Frauenlob en SMS Stettin. HMS Fearless schoot verschillende keren raak op SMS Stettin, die koers zette terug naar Helgoland. SMS Frauenlob trof HMS Arethusa verschillende keren. HMS Arethusa was zwaar beschadigd en vluchtte.

## Verwarring
Keyes zag vanop de destroyer HMS Lurcher de versterkingen die Jellicoe gestuurd had, maar omdat hij niet ingelicht was, dacht hij, dat het Duitse schepen waren. De Britse duikboot E6 vuurde een torpedo op HMS Southampton, maar die miste nipt. De kruiser probeerde de duikboot te rammen, maar dat mislukte. Pas om 10 uur beseften ze, wat er aan de hand was.

## Het einde van V187
Verder naar het noorden had Goodenough de twee kruisers HMS Nottingham en HMS Lowestoft naar Tyrwhitt gestuurd ter versterking. Die twee kruisers troffen toevallig V187 en deden hem om 9u10 zinken. De Britten begonnen de Duitse schipbreukelingen uit het water te vissen, maar toen verscheen SMS Stettin en de destroyers sloegen op de vlucht. Later redde een Britse duikboot de Duitsers. Omdat er geen plaats aan boord was, kregen ze enkel een kompas en wat proviand.

## Versterking
SMS Stettin meldde dat de Britten terugtrokken en daarop keerden SMS Hela en SMS Ariadne terug. Admiraal Maass liep vanuit Wilhelmshaven uit in de kleine kruiser SMS Cöln samen met de SMS Strassburg. Uit de Eems liep kapitein Paschen uit met zijn SMS Mainz.

## Hergroeperen
Tyrwhitt beval zijn destroyers om te hergroeperen en naar het westen te varen. Toen viel SMS Strassburg vanuit het zuidwesten aan. HMS Fearless en de destroyers verjoegen hem. SMS Cöln werd ook verjaagd. Toen SMS Strassburg de al beschadigde HMS Arethusa aanviel, riep Tyrwhitt de hulp in van Beatty met zijn slagkruisers. De destroyers konden SMS Strassburg verdrijven met torpedo’s. Enkele destroyers kwamen toen onder vuur van SMS Mainz.

## De kruisers beslechtten de slag

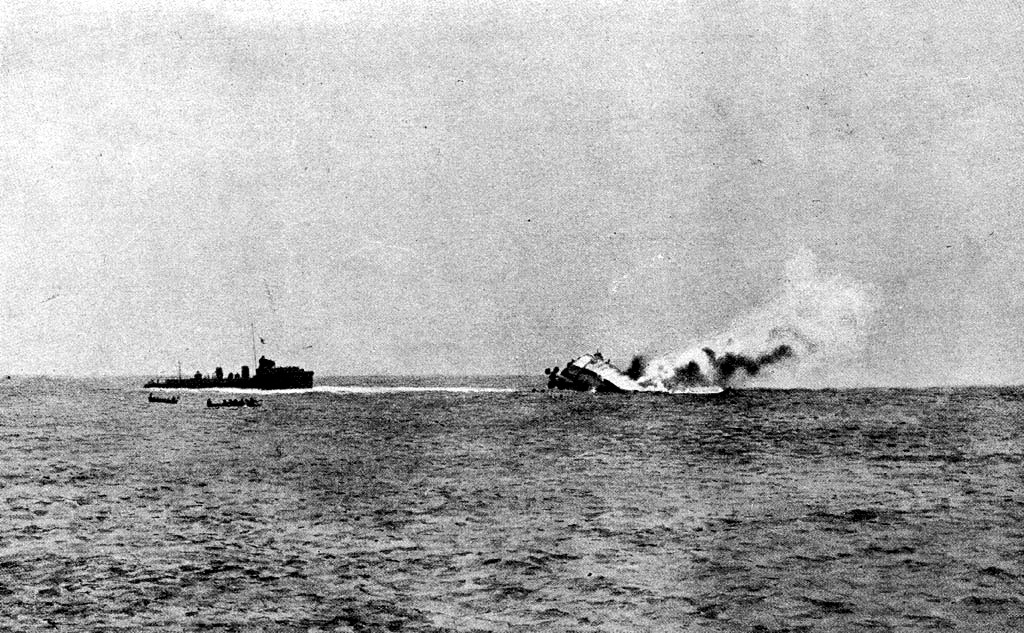
De zinkende SMS Mainz

Om 15 uur verscheen Goodenough met zijn kruisers, waarop SMS Mainz op de vlucht sloeg. Hij kwam daarbij net in de richting van het Harwich eskader. Omdat het roer van SMS Mainz door een treffer van HMS Fearless beschadigd was, kon hij niet meer ontkomen. Hij kon nog drie destroyers beschadigen, maar om 12u25 maakte de SMS Mainz water en 40 minuten later zonk hij. Beatty viste de drenkelingen op. SMS Cöln en SMS Strassburg vielen opnieuw HMS Arethusa aan, maar hielden daarmee op toen Beatty verscheen. SMS Cöln kreeg algauw enkele treffers, maar om 13 uur kwam SMS Ariadne aan. De slagkruisers maakten van SMS Ariadne in een kwartier een brandend wrak. SMS Danzig redde later enkele overlevenden. SMS Strassburg ontkwam in de mist. Hij werd enkele keren gezien, maar de Britten dachten, dat het een Brits schip was. Om 13u25 zag HMS Lion de SMS Cöln en deed hem zinken. Er was maar één overlevende. SMS Stettin en SMS Stralsund konden ontkomen en zich bij de Duitse slagkruisers voegen, die eindelijk uit de haven geraakt waren. HMS Hogue sleepte de zwaar beschadigde HMS Arethusa naar zijn haven.

## De balans
De Britten hadden geen enkel schip verloren, enkel HMS Arethusa was zwaar beschadigd. Ze telden maar 35 doden. De Duitsers hadden drie kleine kruisers, een torpedoboot en 1242 man verloren, waaronder admiraal Maass. In 1917 zou in dezelfde wateren de Tweede Slag bij Helgoland uitgevochten worden.